# Liste du patrimoine immobilier de l'Abitibi-Témiscamingue
Cette liste recense les biens du patrimoine immobilier de l'Abitibi-Témiscamingue inscrits au répertoire du patrimoine culturel du Québec. Cette liste est divisée par municipalité régionale de comté géographique.

## Abitibi
| Bien patrimonial                             | Illustration               | Municipalité | Adresse                         | Coordonnées                         | No     | Constr.     | Catégorie                                             | Rec.      | Notes |
| -------------------------------------------- | -------------------------- | ------------ | ------------------------------- | ----------------------------------- | ------ | ----------- | ----------------------------------------------------- | --------- | ----- |
| Ancien palais de justice                     | Amos                       | Amos         | 101, 3e Avenue Est              | 48° 34′ 27″ nord, 78° 06′ 50″ ouest | 92826  | 1922        | Immeuble patrimonial cité                             | 1996      |       |
| Cathédrale d'Amos                            | Amos                       | Amos         | boulevard Monseigneur-Dudemaine | 48° 34′ 23″ nord, 78° 07′ 03″ ouest | 93438  | 1923        | Immeuble patrimonial classé                           | 2003      |       |
| Église du Christ-Roi                         | Image manquante Téléverser | Amos         | 2e Avenue Ouest                 | 48° 34′ 24″ nord, 78° 07′ 42″ ouest | 159432 | 1955        | Immeuble patrimonial cité                             | 2019      |       |
| Évêché d'Amos                                | Amos                       | Amos         | 450, rue Principale Nord        | 48° 34′ 49″ nord, 78° 06′ 57″ ouest | 158590 | 1945        | Immeuble patrimonial cité                             | 2009      |       |
| Maison Hector-Authier                        | Amos                       | Amos         | 122, avenue Authier             | 48° 34′ 14″ nord, 78° 07′ 14″ ouest | 93059  | 1912        | Immeuble patrimonial cité                             | 1992      | [ 2 ] |
| Presbytère du Christ-Roi                     | Image manquante Téléverser | Amos         | 721, 2e Avenue Ouest            | 48° 34′ 24″ nord, 78° 07′ 40″ ouest | 159433 |             | Immeuble patrimonial cité                             | 2019      |       |
| Site patrimonial de la Maison-Hector-Authier | Amos                       | Amos         | 122, avenue Authier             | 48° 34′ 14″ nord, 78° 07′ 14″ ouest | 93573  |             | Site patrimonial cité                                 | 1992      |       |
| Dispensaire de la garde                      | La Corne                   | La Corne     | 339, route 111                  | 48° 21′ 23″ nord, 77° 59′ 46″ ouest | 93129  | 1937        | Immeuble patrimonial classé Immeuble patrimonial cité | 2020 1993 |       |
| Église Saint-Barnabé                         | Image manquante Téléverser | Landrienne   | 155, avenue Principale Est      | 48° 32′ 52″ nord, 77° 56′ 59″ ouest | 159522 | 1959 à 1963 | Immeuble patrimonial cité                             | 2023      |       |

## Abitibi-Ouest
| Bien patrimonial                   | Illustration               | Municipalité   | Adresse                    | Coordonnées                         | No     | Constr. | Catégorie                   | Rec. | Notes |
| ---------------------------------- | -------------------------- | -------------- | -------------------------- | ----------------------------------- | ------ | ------- | --------------------------- | ---- | ----- |
| École du Rang-II-d'Authier         | Authier                    | Authier        | chemin du 2e-Rang          | 48° 44′ 57″ nord, 78° 52′ 31″ ouest | 92949  | 1937    | Immeuble patrimonial classé | 1982 |       |
| Maison Lavigne                     | La Sarre                   | La Sarre       | 187, rue Principale        | 48° 48′ 26″ nord, 79° 12′ 18″ ouest | 167005 |         | Immeuble patrimonial cité   | 2010 |       |
| Manoir Bordeleau                   | La Sarre                   | La Sarre       | 281 et 285, rue Principale | 48° 48′ 13″ nord, 79° 12′ 18″ ouest | 167004 | 1924    | Immeuble patrimonial cité   | 2010 |       |
| Ancienne gare de Macamic           | Macamic                    | Macamic        | 7e Avenue Ouest            | 48° 45′ 18″ nord, 79° 00′ 06″ ouest | 93006  | 1910    | Immeuble patrimonial cité   | 1989 |       |
| Église de Sainte-Rose              | Image manquante Téléverser | Poularies      | 731, avenue Baril Est      | 48° 39′ 42″ nord, 78° 59′ 05″ ouest | 159614 | 1927    | Immeuble patrimonial cité   | 2025 |       |
| Site patrimonial de Rapide-Danseur | Rapide-Danseur             | Rapide-Danseur | rue du Village             | 48° 33′ 08″ nord, 79° 17′ 58″ ouest | 93503  |         | Site patrimonial classé     | 1985 |       |
| Magasin général D. Montreuil       | Image manquante Téléverser | Taschereau     | 198, avenue Privat         | 48° 39′ 49″ nord, 78° 40′ 55″ ouest | 233283 |         | Immeuble patrimonial cité   | 2021 |       |

## La Vallée-de-l'Or
| Bien patrimonial                                  | Illustration               | Municipalité | Adresse                  | Coordonnées                         | No     | Constr.              | Catégorie                                     | Rec.      | Notes |
| ------------------------------------------------- | -------------------------- | ------------ | ------------------------ | ----------------------------------- | ------ | -------------------- | --------------------------------------------- | --------- | ----- |
| Kitcisakik                                        | Image manquante Téléverser | Kitcisakik   |                          | 47° 32′ 20″ nord, 77° 27′ 32″ ouest | 199190 |                      | Lieu historique désigné                       | 1998      |       |
| Église Saint-Paul                                 | Image manquante Téléverser | Senneterre   | 401, 4e rue Ouest        | 48° 23′ 15″ nord, 77° 14′ 38″ ouest | 160439 | 1960                 | Immeuble patrimonial cité                     | 2025      |       |
| Château d'eau de l'ancienne mine Sullivan         | Val-d'Or                   | Val-d'Or     | 456, rue Tremblay        | 48° 07′ 41″ nord, 77° 50′ 15″ ouest | 93287  | 1940                 | Immeuble patrimonial cité                     | 1998      |       |
| Église de Saint-Edmond-de-Vassan                  | Image manquante Téléverser | Val-d'Or     | route 111                | 48° 13′ 43″ nord, 77° 55′ 58″ ouest | 161702 | 1941 à 1944          | Immeuble patrimonial cité                     | 2024      |       |
| Église Saint-Nicolas                              | Val-d'Or                   | Val-d'Or     |                          | 48° 06′ 13″ nord, 77° 46′ 55″ ouest | 238588 |                      | Immeuble patrimonial cité                     | 2024      |       |
| Église Saint-Sauveur-les-Mines                    | Val-d'Or                   | Val-d'Or     | 533, 3e Avenue           | 48° 06′ 03″ nord, 77° 46′ 56″ ouest | 161476 | 1959                 | Immeuble patrimonial cité                     | 2012      |       |
| Pont Champagne                                    | Val-d'Or                   | Val-d'Or     | chemin du Pont-Champagne | 48° 12′ 53″ nord, 77° 55′ 32″ ouest | 93442  | 1941                 | Immeuble patrimonial cité                     | 2001      |       |
| Presbytère de Saint-Edmond-de-Vassan              | Image manquante Téléverser | Val-d'Or     | 487, route 111           | 48° 13′ 43″ nord, 77° 55′ 58″ ouest | 161704 | 1954                 | Immeuble patrimonial cité                     | 2024      |       |
| Site patrimonial de l'Ancienne-Mine-Lamaque       | Val-d'Or                   | Val-d'Or     | 90, avenue Perrault      | 48° 05′ 38″ nord, 77° 45′ 55″ ouest | 159651 | 1934 et 1938 (entre) | Site patrimonial classé Site patrimonial cité | 2010 2008 |       |
| Site patrimonial du Village-Minier-de-Bourlamaque | Val-d'Or                   | Val-d'Or     | avenue Perrault          | 48° 05′ 44″ nord, 77° 46′ 13″ ouest | 92836  | 1935                 | Site patrimonial classé                       | 1979      |       |

## Rouyn-Noranda
| Bien patrimonial                      | Illustration               | Adresse                   | Coordonnées                         | No     | Constr.     | Catégorie                 | Rec. | Notes |
| ------------------------------------- | -------------------------- | ------------------------- | ----------------------------------- | ------ | ----------- | ------------------------- | ---- | ----- |
| Église de l'Immaculée-Conception      | Image manquante Téléverser | 490, avenue Richard       | 48° 13′ 48″ nord, 79° 00′ 59″ ouest | 159704 | 1957        | Immeuble patrimonial cité | 2024 |       |
| Église de Saint-Norbert-de-Mont-Brun  | (Canada).                  | 10988, route d'Aiguebelle | 48° 22′ 16″ nord, 78° 43′ 04″ ouest | 159681 | 1965 à 1966 | Immeuble patrimonial cité | 2024 |       |
| Église Saint-Georges                  | (Canada).                  | rue Taschereau Ouest      | 48° 14′ 14″ nord, 79° 01′ 34″ ouest | 93058  | 1955        | Immeuble patrimonial cité | 1992 |       |
| Site patrimonial de la Maison-Dumulon | (Canada).                  | 191, avenue du Lac        | 48° 14′ 22″ nord, 79° 00′ 56″ ouest | 92793  | 1924        | Site patrimonial classé   | 1978 |       |
| Ensemble paroissial Blessed Sacrament | Image manquante Téléverser | 12, 10e Rue               | 48° 14′ 40″ nord, 79° 01′ 17″ ouest | 238095 |             | Immeuble patrimonial cité | 2024 |       |
| Presbytère Saint-Michel-Archange      | Image manquante Téléverser | 242, avenue du Portage    | 48° 14′ 10″ nord, 79° 01′ 05″ ouest | 235477 | 1927        | Immeuble patrimonial cité | 2024 |       |

## Témiscamingue
| Bien patrimonial                                         | Illustration               | Municipalité           | Adresse                      | Coordonnées                         | No     | Constr.     | Catégorie                                                | Rec.      | Notes |
| -------------------------------------------------------- | -------------------------- | ---------------------- | ---------------------------- | ----------------------------------- | ------ | ----------- | -------------------------------------------------------- | --------- | ----- |
| Domaine Moses-Brown                                      | Image manquante Téléverser | Duhamel-Ouest          |                              | 47° 22′ 43″ nord, 79° 32′ 40″ ouest | 92564  |             | Immeuble patrimonial classé Immeuble patrimonial reconnu | 2012 1978 |       |
| Église de Notre-Dame-du-Mont-Carmel                      | Fugèreville                | Fugèreville            | rue Principale               | 47° 23′ 50″ nord, 79° 11′ 59″ ouest | 93098  | 1921        | Immeuble patrimonial cité                                | 1993      |       |
| Église de Hunter's Point                                 | Image manquante Téléverser | Hunter's Point         |                              | 46° 59′ 36″ nord, 78° 48′ 17″ ouest | 236776 |             | Immeuble patrimonial cité                                | 2024      |       |
| Ancien presbytère de Latulipe-et-Gaboury                 | Latulipe-et-Gaboury        | Latulipe-et-Gaboury    | 5, rue Principale Est        | 47° 25′ 39″ nord, 79° 01′ 54″ ouest | 110971 | 1916 (vers) | Immeuble patrimonial cité                                | 2007      |       |
| Chute à Ovide                                            | Latulipe-et-Gaboury        | Latulipe-et-Gaboury    | chemin du Lac-des-Bois       | 47° 22′ 49″ nord, 78° 59′ 54″ ouest | 231587 |             | Site patrimonial cité                                    | 2020      |       |
| Pont Landry                                              | Latulipe-et-Gaboury        | Latulipe-et-Gaboury    | montée du 9e-Rang            | 47° 23′ 51″ nord, 79° 02′ 50″ ouest | 111091 | 1938        | Immeuble patrimonial cité                                | 2007      |       |
| École centrale d'Angliers                                | Laverlochère-Angliers      | Laverlochère-Angliers  | 14, rue de la Baie-Miller    | 47° 32′ 56″ nord, 79° 14′ 22″ ouest | 218225 | 1946        | Immeuble patrimonial cité                                | 2020      |       |
| Caserne de pompier                                       | Lorrainville               | Lorrainville           | 8, rue de l'Église Sud       | 47° 21′ 12″ nord, 79° 21′ 02″ ouest | 160194 | 1931        | Immeuble patrimonial cité                                | 2009      |       |
| Église Notre-Dame-de-Lourdes de Lorrainville             | Lorrainville               | Lorrainville           | 4, rue de l'Église Nord      | 47° 21′ 15″ nord, 79° 21′ 02″ ouest | 159799 | 1910        | Immeuble patrimonial cité                                | 2016      |       |
| Maison Darveau                                           | Image manquante Téléverser | Nédélec                | 38, rue Principale           | 47° 41′ 33″ nord, 79° 25′ 35″ ouest | 232700 | 1925        | Immeuble patrimonial cité                                | 2022      |       |
| Église de Notre-Dame-du-Nord                             | Notre-Dame-du-Nord         | Notre-Dame-du-Nord     | 10, rue de l'Église          | 47° 35′ 32″ nord, 79° 29′ 07″ ouest | 159816 | 1922        | Immeuble patrimonial cité                                | 2022      |       |
| Moulin à aubes                                           | Rémigny                    | Rémigny                | 1273, chemin Saint-Urbain    | 47° 45′ 36″ nord, 79° 12′ 38″ ouest | 211850 | 1938        | Immeuble patrimonial cité                                | 2016      |       |
| Domaine Breen                                            | Saint-Bruno-de-Guigues     | Saint-Bruno-de-Guigues | 24, rue Principale Nord      | 47° 27′ 53″ nord, 79° 26′ 18″ ouest | 110646 | 1906        | Site patrimonial cité                                    | 2006      |       |
| Ancien bassin de mise en charge de la centrale de Kipawa | Témiscaming                | Témiscaming            | avenue Thorne                | 46° 43′ 16″ nord, 79° 06′ 14″ ouest | 232065 | 1918-1919   | Immeuble patrimonial cité                                | 2021      |       |
| Gare de Témiscaming                                      | Témiscaming                | Témiscaming            | 15, rue Humphrey             | 46° 43′ 16″ nord, 79° 05′ 37″ ouest | 92694  | 1927        | Immeuble patrimonial classé Immeuble patrimonial reconnu | 2012 1979 |       |
| Poste de relais pour le flottage du bois d'Opémican      | Témiscaming                | Témiscaming            | route 101                    | 46° 49′ 56″ nord, 79° 11′ 29″ ouest | 92596  | 1883        | Site patrimonial classé                                  | 1983      |       |
| Maison du Frère-Moffet                                   | Ville-Marie                | Ville-Marie            | 7, rue Notre-Dame-de-Lourdes | 47° 19′ 55″ nord, 79° 26′ 34″ ouest | 92506  | 1881        | Immeuble patrimonial classé                              | 2005 1978 |       |